# Kazuki Tsuda
Kazuki Tsuda (født 26. juli 1982) er en tidligere japansk fodboldspiller.
Han har spillet for flere forskellige klubber i sin karriere, herunder Shimizu S-Pulse, Ventforet Kofu og FC Machida Zelvia.